# Valley (Beieren)
Valley is een plaats in de Duitse deelstaat Beieren, en maakt deel uit van het Landkreis Miesbach.
Valley telt 3.343 inwoners.
In het dorp bevindt zich het Orgelzentrum Valley, een museum in drie historische panden waarin 60 gerestaureerde kerkorgels worden getoond.
Bad Wiessee ·
Bayrischzell ·
Fischbachau ·
Gmund am Tegernsee ·
Hausham ·
Holzkirchen ·
Irschenberg ·
Kreuth ·
Miesbach ·
Otterfing ·
Rottach-Egern ·
Schliersee ·
Tegernsee ·
Valley ·
Waakirchen ·
Warngau ·
Weyarn